# Număr Delannoy
În matematică, un număr Delannoy D descrie numărul de căi de la colțul de sud-vest (stânga–jos) (0, 0) al unei rețele dreptunghiulare până la colțul din nord-est (dreapta–sus) (m, n), folosind doar pași simpli spre nord, nord-est și est. Numerele Delannoy sunt numite după ofițerul armatei franceze și matematicianul amator Henri Delannoy.
Numărul Delannoy {\displaystyle D(m,n)} arată și numărul de alinieri din două secvențe de lungimi {\displaystyle m} și {\displaystyle n}, numărul de puncte dintr-o latice întreagă m-dimensională care se află la maximum n pași de origine, iar în automatele celulare numărul de celule într-o vecinătate von Neumann m-dimensională de rază n unde numărul de celule pe o astfel de suprafață m-dimensională de rază n este dat de seria OEIS A266213.

## Exemplu
Numărul Delannoy D(3,3) este 63. Figura următoare ilustrează cele 63 de căi Delannoy de la (0, 0) la (3, 3):
Submulțimea căilor care nu trec deasupra diagonalei SW–NE sunt date de șirul numerelor Schröder.

## Matricea Delannoy
Matricea Delannoy este o matrice infinită de numere Delannoy:
| m n | 0 | 1  | 2   | 3    | 4    | 5     | 6     | 7      | 8      |
| --- | - | -- | --- | ---- | ---- | ----- | ----- | ------ | ------ |
| 0   | 1 | 1  | 1   | 1    | 1    | 1     | 1     | 1      | 1      |
| 1   | 1 | 3  | 5   | 7    | 9    | 11    | 13    | 15     | 17     |
| 2   | 1 | 5  | 13  | 25   | 41   | 61    | 85    | 113    | 145    |
| 3   | 1 | 7  | 25  | 63   | 129  | 231   | 377   | 575    | 833    |
| 4   | 1 | 9  | 41  | 129  | 321  | 681   | 1289  | 2241   | 3649   |
| 5   | 1 | 11 | 61  | 231  | 681  | 1683  | 3653  | 7183   | 13073  |
| 6   | 1 | 13 | 85  | 377  | 1289 | 3653  | 8989  | 19825  | 40081  |
| 7   | 1 | 15 | 113 | 575  | 2241 | 7183  | 19825 | 48639  | 108545 |
| 8   | 1 | 17 | 145 | 833  | 3649 | 13073 | 40081 | 108545 | 265729 |
| 9   | 1 | 19 | 181 | 1159 | 5641 | 22363 | 75517 | 224143 | 598417 |
În această matrice, numerele din primul rând sunt toate unu, numerele din al doilea rând sunt numerele impare, numerele din al treilea sunt numerele centrate pătratice iar numerele din al patrulea sunt numerele centrate octaedrice. Alternativ, aceleași numere pot fi aranjate într-o matrice triunghiulară asemănătoare cu triunghiul lui Pascal, numit și triunghi tribonacci. în care fiecare număr este suma a trei numere din triunghiul de deasupra sa:
```
            1
          1   1
        1   3   1
      1   5   5   1
    1   7  13   7   1
  1   9  25  25   9   1
1  11  41  63  41  11   1
```

## Numere Delannoy centrale
Numerele Delannoy centrale D(n) = D(n,n) sunt numerele dintr-o rețea pătrată n × n. Primele numere Delannoy centrale (începând cu n=0) sunt:
1, 3, 13, 63, 321, 1683, 8989, 48639, 265729, ...

## Calcul

### Numerel Delannoy
Făcând pași {\displaystyle k} diagonali (spre NE), pentru a ajunge în punctul {\displaystyle (m,n)} trebuie efectuați {\displaystyle m-k} pași în direcția {\displaystyle x} și {\displaystyle n-k} pași în direcția {\displaystyle y}. Pașii pot fi efectuați în orice ordine, astfel că numărul de căi este dat de teorema multinomială
{\displaystyle {\binom {m+n-k}{k,m-k,n-k}}={\binom {m+n-k}{m}}{\binom {m}{k}}}.
Prin urmare, se obține expresia în forma
{\displaystyle D(m,n)=\sum _{k=0}^{\min(m,n)}{\binom {m+n-k}{m}}{\binom {m}{k}}.}
O altă expresie este dată de
{\displaystyle D(m,n)=\sum _{k=0}^{\min(m,n)}{\binom {m}{k}}{\binom {n}{k}}2^{k}}
sau de seria infinită
{\displaystyle D(m,n)=\sum _{k=0}^{\infty }{\frac {1}{2^{k+1}}}{\binom {k}{n}}{\binom {k}{m}}.}
Și de asemenea
{\displaystyle D(m,n)=\sum _{k=0}^{n}A(m,k),}
unde valorile {\displaystyle A(m,k)} formează șirul OEIS A266213.
Relația de recurență pentru numerele Delannoy este
{\displaystyle D(m,n)={\begin{cases}1&{\text{dacă }}m=0{\text{ sau }}n=0\\D(m-1,n)+D(m-1,n-1)+D(m,n-1)&{\text{altfel}}\end{cases}}}
Această relație de recurență duce la funcția generatoare
{\displaystyle \sum _{m,n=0}^{\infty }D(m,n)x^{m}y^{n}=(1-x-y-xy)^{-1}.}

### Numere Delannoy centrale
Substituind {\displaystyle m=n} în prima expresie de mai sus și înlocuind {\displaystyle k\leftrightarrow n-k}, după cîteva operații algebrice se obține:
{\displaystyle D(n)=\sum _{k=0}^{n}{\binom {n}{k}}{\binom {n+k}{k}},}
în timp ce a doua expresie de mai sus devine:
{\displaystyle D(n)=\sum _{k=0}^{n}{\binom {n}{k}}^{2}2^{k}.}
Numerele Delannoy centrale satisfac, de asemenea, o relație de recurență de trei termeni între ele,
{\displaystyle nD(n)=3(2n-1)D(n-1)-(n-1)D(n-2),}
și au funcția generatoare
{\displaystyle \sum _{n=0}^{\infty }D(n)x^{n}=(1-6x+x^{2})^{-1/2}.}
Numerele Delannoy centrale tind asimptotic spre
{\displaystyle D(n)={\frac {c\,\alpha ^{n}}{\sqrt {n}}}\,(1+O(n^{-1}))}
unde
{\displaystyle \alpha =3+2{\sqrt {2}}\approx 5.828}
și
{\displaystyle c=(4\pi (3{\sqrt {2}}-4))^{-1/2}\approx 0.5727}.